# Eduardo Cuitiño (actor)
Eduardo Cuitiño (Buenos Aires, 1908-Buenos Aires, 26 de noviembre de 1963) fue un actor de cine y teatro, y director de teatro argentino, que nació en Buenos Aires Argentina en 1908 y falleció en la misma ciudad en 1963; tuvo una extensa trayectoria en el cine y el teatro argentinos. 
Hasta su fallecimiento estuvo casado con la actriz Irma Roy. 

## Filmografía
Actor
- Las mujeres los prefieren tontos o Placeres conyugales (1964) … Práxedes
- Detrás de la mentira (1962) … Dublín
- Los viciosos (1962) … Comisario Orellana
- Male and Female Since Adam and Eve (1961) (como Edward Cuitino) .... Inspector Gómez
- La bestia humana (1957) …. Donato Santángelo
- La muerte flota en el río (1956) … Valenti, "El Inglesito"
- Caídos en el infierno (1954) … Guillermo Brandsen
- El grito sagrado (1954) .... Fray Cayetano Rodríguez
- La pasión desnuda (1953)
- Del otro lado del puente (1953)
- Vivir un instante (1951) … Dominico
- Cartas de amor (1951) .... Enrique Varela
- De turno con la muerte (1951)
- La indeseable (1951) … Defensor
- La orquídea (1951)
- Marihuana (1950) .... El Pancho Julio
- Nacha Regules (1950)
- Edición Extra (1949) … Carlos Linares
- La muerte camina en la lluvia  (1948) .... Lima
- Don Bildigerno en Pago Milagro (1948)
- Pasaporte a Río (1948) … Inspector Olaver
- Los verdes paraísos (1947)
- El ángel desnudo (1946) …. Gaspar Las Heras
- María Celeste (1945)
- Madame Sans Gene (1945) .... Napoleón
- Se rematan ilusiones (1944)
- Safo, historia de una pasión (1943) .... Molina
- Un nuevo amanecer (1942)
- Águila Blanca (1941)